# Dipoena coracina
Dipoena coracina är en spindelart som först beskrevs av Carl Ludwig Koch 1837.  Dipoena coracina ingår i släktet Dipoena och familjen klotspindlar. Inga underarter finns listade i Catalogue of Life.